# Mutilla laevigata
Mutilla laevigata ist ein Hautflügler aus der Familie der Ameisenwespen (Mutillidae). Die Art ist nahe mit Mutilla marginata und Mutilla europaea verwandt und wird von manchen Autoren als Unterart der erstgenannten Art bzw. als Synonym der zweitgenannten Art betrachtet. 

## Merkmale
Die Wespen haben eine Körperlänge von 10 bis 16 Millimetern. Beide Geschlechter sehen denen von Mutilla europaea sehr ähnlich, bei ihnen ist jedoch der Thorax dorsal sowie an den Seiten nahezu nicht punktiert, zudem ist die Körperbehaarung dichter und länger. Die Haare sind so lang wie die letzten vier Glieder der Fühler zusammen. Bei den Weibchen sind die Tergite vereinzelt punktiert. 

## Vorkommen und Lebensweise
Die Art ist in Frankreich und Italien sowie durch vereinzelte Funde in der Schweiz (Wallis) nachgewiesen. Die Tiere fliegen von Ende Juni bis Ende August. Bei welchen Arten die Larven Parasitoide sind, ist unbekannt; es wird vermutet, dass sie sich an Hummeln (Bombus) entwickeln. 

## Belege
- F. Amiet: Fauna Helvetica 23: Vespoidea 1. Centre Suisse de Cartographie de la Faune, 2008, ISBN 978-2-88414-035-5.